# Ли Джунги
Ли Джунги (кор. 이준기; род. 17 апреля 1982, Пусан) — южнокорейский актер, певец и модель. Впервые получил известность за роль в фильме «Король и шут» (2005). Благодаря популярности за рубежом, особенно в Азии, Ли Джунги считается одним из главных звезд Халлю.

## Биография

### Детство и юность
Ли Джунги родился в Пусане, но свои школьные годы провел в соседнем Чханвоне. Впервые заинтересовался исполнительским искусством еще в старшей школе, посмотрев спектакль «Гамлет». После окончания старшей школы пошел против желания родителей и переехал в Сеул, чтобы начать карьеру в индустрии развлечений. В течение следующих двух лет Ли работал на различных работах в неполный рабочий день. Дебютировал в качестве модели в 2001 году, прежде чем был принят в Сеульский колледж искусств. Окончил университет в 2007 году.

### 2005:Король и шути рост популярности
Ли Джунги получил свою первую главную актерскую роль в фильме 2005 года «Король и шут», в котором он сыграл Кон Гиля, женоподобного шута из времен династии Чосон. Фильм, добившийся как критического, так и коммерческого успеха, привел тогда еще неизвестного актера к славе во всей Азии. Он получил награды за Лучшего новичка в таких церемониях, как Korean Film Awards, Grand Bell Awards и Baeksang Art Awards.
Режиссер Ли Чжун Ик выбрал Ли для «Короля и шута», просто увидев, как он делает стойки на руках: «Только благодаря стойке на руках Ли Чжун Ки стал тем человеком, кем является сейчас». После выхода фильма Ли стал «иконой» южнокорейского тренда «симпатичного парня». С тех пор Ли пытался преуменьшить свой образ кконминам, говоря, что хочет отодвинуться от персонажа Кон Гиля: «После моей роли в „Короле и шуте“ я оказался привязан к образу „симпатичного мальчика“, было ли это намеренно или нет. Внезапно люди заинтересовались мной, похвала и критика посыпалась одновременно. Всё было так ошеломляюще. Мне казалось, я плыву по воздуху».

### 2006-2007: Популярность за рубежом
Затем Ли принял участие в дораме «Моя девушка» вместе с Ли Да Хэ и Ли Дон Уком. Романтический комедийный сериал стал хитом как внутри страны, так и по всей Азии, сделав Ли Джунги частью Халлю.
Для его последующего фильма «Лети, папочка, лети», как сообщается, ему заплатили 100 миллионов вон, сравнительно невысокая оплата, учитывая его растущую популярность после «Короля и шута». Это связано с тем, что контракт был подписан в начале декабря перед выходом «Короля и шута», когда Ли был неизвестным актером. «Лети, папочка, лети» получил большое внимание и освещение в китайских средствах массовой информации.
В 2007 году Ли Джунги снялся в корейско-японском фильме «Первый снег» с Аои Миядзаки, в котором он играет корейского студента по обмену. Фильм оказался успешным, поскольку занял 9-е место в кассовых сборах и установила новый рекорд продаж билетов корейского фильма, выпущенного в Японии. Ли получил премию «Восходящая звезда» на 27-м Гавайском Международном кинофестивале. В том же году он принял участие в фильме «18 мая», который связан с восстанием в Кванджу в 1980 году. «18 мая» добился отличных кассовых результатов, а позже был награжден Золотой орхидеей за Лучший полнометражный фильм 2007 года. Однако все эти фильмы получили критику за то, что они «либо не оправдали ожиданий в прокате либо «нехваткой» Ли из-за его второстепенных ролей».
Ли получил свою первую драматическую ведущую роль в дораме «Время пса и волка». За него он получил Премию за выдающиеся достижения на MBC Drama Awards 2007 года.

### 2008-2009: Спор со своим агентством
С апреля по июль 2008 года Ли Джунги играл главную роль в дораме «Иль Чжи Мэ». Финальный эпизод получил рейтинг 31,4% просмотров, а позже Ли получил Высшую награду за выдающиеся достижения на SBS Drama Awards 2008 года. Дорама также транслировалась в Японии на канале TV Tokyo.

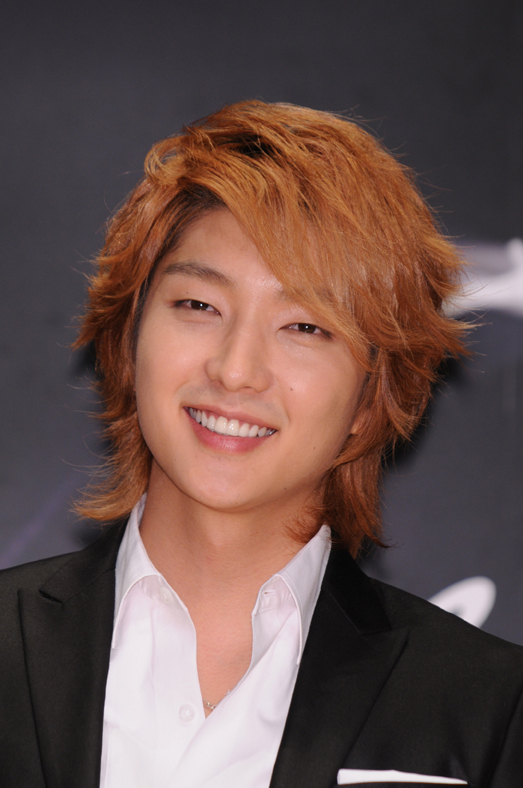
Ли Джунги в 2009 году

29 июля 2008 года Ли был избран послом Сеульского фестиваля Халлю в 2008 году.
В сентябре 2008 года у Ли Джунги возник спор со своим агентством Mentor Entertainment, с которым он заключил эксклюзивный контракт на пять лет с марта 2004 года. Актеру предъявили иск на 500 миллионов вон за нарушение контракта и якобы сокрытия 1 миллиарда вон в попытке «создать своё собственное агентство совместно со своим менеджером». Ли возразил, что он «понёс значительный финансовый ущерб, поскольку компания плохо справлялась с налоговыми вопросами и распределением прибыли», он заранее уведомил их о расторжении контракта в феврале
5 августа 2009 года Ли был назначен рекламным послом Корейской туристической организации. В том же году он снялся в комедийно-боевиковой дораме «Герой», сыграв репортера.

### 2010-2012: Военная служба
В феврале 2010 года, по истечении контракта с Mentor Entertainment, Ли Джунги подписал контракт с недавно созданным независимым агентством JG Company.
3 мая 2010 года начал обязательную военную службу. Сначала он прошел пятинедельную базовую подготовку в Нонсанском военном учебном лагере, получив высшие баллы по стрельбе, затем был призван на действительную службу. Ли Джунги был назначен в отдел по связям с общественностью Министерства национальной обороны.
В августе выступил в военном мюзикле «Путешествие жизни», посвященном 60-летию Корейской войны. После 21 месяца действительной службы Ли был уволен 16 февраля 2012 года. В тот день он провел встречу с фанатами в Художественном центре Сангмюнг, Сеул. За этим последовал фан-тур по Японии под названием Coming Back в Нагое, Йокогаме и Осаке с 16 по 19 марта.

### 2012-2013: Возвращение
В мае 2012 года Ли снялся вместе с Шин Миной в дораме «Аран и магистрат», это первый проект после армии. Сериал имел успех и стал самой дорогой дорамой, проданной Японии телекомпанией MBC. Позже Ли Джунги был признан лауреатом Сеульской Международной драматической премии, получив премию Выдающийся корейский драматический актер.
В 2013 году снялся в боевике «Две недели», сыграв отца, пытающегося спасти свою дочь от лейкемии, борясь с обвинением в убийстве. Он получил Высшую награду за выдающиеся достижения в мужской категории на 2-й премии APAN Star Awards.

### 2014-настоящее время: Роли в исторических дорамах и боевиках
Ли Джунги подписал контракт с агентством Namoo Actors. Затем он снялся в дораме «Чонсонский стрелок» (2014) и был назван выдающимся корейским драматическим актером во второй раз на Сеульской Международной драматической премии. За этим последовал вампирский романтический сериал «Учёный, гуляющий по ночам» в 2015 году, который принес ли награду «Top Ten Stars» на MBC Drama Awards. В том же году он снялся в своем первом китайском фильме «Никогда не говори прощай».

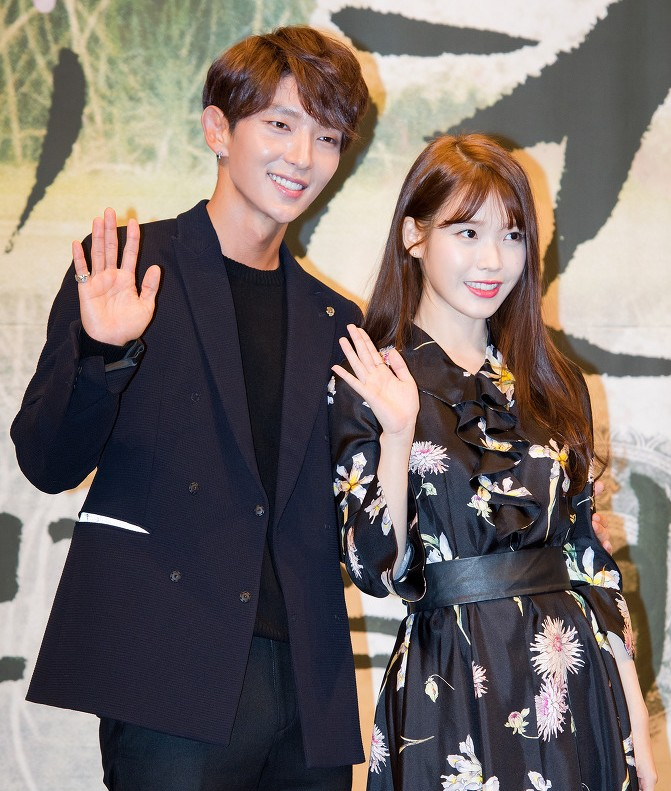
Ли Джунги и IU на пресс-конференции «Лунных влюблённых»

В январе 2016 года Ли получил главную роль в дораме «Лунные влюблённые — Алые сердца: Корё», это корейский ремейк китайского телесериала «Алое сердце». Премьера 20-серийной дорамы, бюджет которой составил 13 миллионов долларов, состоялась 29 августа 2016 года. Проект не был хорошо принят в Корее, но получил известность в Китае. Дорама привела к росту популярности Ли Джунги в Китае. 1 ноября Ли организовал бесплатную встречу под названием «Моя любовь Ли Чжун Ги», где фанаты смогли посмотреть финальный эпизод «Лунных влюблённых» вместе с ним.
В октябре 2016 года подписал контракт в качестве новой модели для Lotte. Он также снялся в рекламной веб-драме под названием «7 первых поцелуев» для этой компании. Затем Ли Джунги дебютировал в Голливуде, появившись в шестом и последнем фильме серии «Обитель зла» под названием «Обитель зла: Последняя глава».
В 2017 году Ли снялся в криминальной дораме «Мыслить, как преступник», основанной на одноименном американском сериале. Его убедительное актерское исполнение криминального профайлера снискало ему хорошие отзывы от критиков и зрителей
В 2018 году Ли Джунги снялся в юридическом триллере «Адвокат вне закона».
В 2020 году получил роль в триллере-мелодраме «Цветок зла».

## Фильмография
| Год  |   | Русское название                      | Оригинальное название            | Роль                    |
| ---- | - | ------------------------------------- | -------------------------------- | ----------------------- |
| 2003 | с | Без остановки                         | 논스톱                           | камео                   |
| 2004 | ф | Отель «Венера»                        | ホテル ビーナス                  | мальчик                 |
| 2004 | ф | Школа балетного танца                 | 발레 교습소                      | Дон Ван                 |
| 2004 | с | Что мне делать?                       | 나 어떡해                        | Сон Хо                  |
| 2004 | с | Звёздное эхо                          | 별의 소리                        | Чан Гю                  |
| 2005 | ф | Король и шут                          | 왕의 남자                        | Кон Гиль                |
| 2005 | с | Моя девушка                           | 마이걸                           | Со Чжонъу               |
| 2006 | ф | Лети, папочка, лети                   | 플라이 대디                      | Го Сынсок               |
| 2006 | с | 101-е предложение                     | 마이걸                           | камео                   |
| 2007 | ф | 18 мая                                | 화려한 휴가                      | Кан Джиъу               |
| 2007 | ф | Первый снег                           | 첫눈                             | Ким Мин                 |
| 2007 | с | Время пса и волка                     | 개와 늑대 의 시간                | Ли Сухён                |
| 2008 | с | Иль Чжи Мэ                            | 일지매                           | Иль Чжимэ               |
| 2009 | с | Герой                                 | 히어로                           | Чжин Дохёк              |
| 2012 | с | Аран и магистрат                      | 아랑사또전                       | чиновник Ким Ынъо       |
| 2013 | с | Две недели                            | 투윅스                           | Чан Тхэ Сан             |
| 2014 | с | Чосонский стрелок                     | 조선 총잡이                      | Пак Юнган               |
| 2015 | с | Учёный, гуляющий по ночам             | 밤을 걷는 선비                   | Ким Сонёль              |
| 2015 | с | Она была красивой                     | 그녀는 예뻤다                    | камео                   |
| 2016 | ф | Никогда не говори прощай              | 谎言西西里                       | Джунхо                  |
| 2016 | ф | Обитель зла: Последняя глава          | Resident Evil: The Final Chapter | Командир Чу             |
| 2016 | с | Лунные влюблённые — Алые сердца: Корё | 달의 연인 - 보보경심 려          | Ван Со, четвёртый принц |
| 2016 | с | Семь первых поцелуев                  | 첫키스만 일곱번째                | камео                   |
| 2017 | с | Мыслить как преступник                | 크리미널 마인드                  | Ким Хёнджун             |
| 2018 | с | Адвокат вне закона                    | 무법 변호사                      | Бон Санпхиль            |
| 2018 | с | Тайные создатели королевы             | 퀸카 메이커                      | камео                   |
| 2019 | с | Отель дель Луна                       | 호텔 델루나                      | экзорцист               |
| 2020 | с | Цветок зла                            | 악의 꽃                          | Пэк Хисон / До Хёнсу    |
| 2022 | с | Моя жизнь снова                       | 어게인 마이 라이프               | прокурор Ким Хиъу       |
| 2023 | с | Хроники Асдаля. Меч Арамуна           | Оригинальное название неизвестно | Ын Сом/Сая              |

## Дискография
| Год  | Название                   |
| ---- | -------------------------- |
| 2006 | My Jun, My Style           |
| 2006 | Nam Hyun-joon - One & Only |
| 2009 | J Style                    |
| 2012 | Deucer                     |
| 2013 | CBC / Case by Case         |
| 2013 | My Dear                    |
| 2014 | Exhale                     |
| 2016 | Thank You                  |
| 2018 | Delight                    |

## Видеоклипы
- «Drunk In Melody» by Eun Ji Won (2004)
- «Precious Story» by Kang Sung Hoon (2004)
- «Sweety» by Clazziquai (2004)
- «Grace» (Grace I & II) Lee Soo Young (2006)
- «Secret» by (Part III of the trilogy from Grace I & Grace II) Lee Soo Young (2006)
- «Anystar» by Lee Hyori (2006)
- «Decathlon» by 2008 Beijing Olympics с участием Джеки Чана и других звезд (2008)
- «Pinky Finger» by Kim Sori (2009)
- «J Style» by Lee Joon Gi (2009)
- «Soliloquy» by Lee Joon Gi (2009)

## Награды и номинации
| Год  | Премия                                    | Категория                               | Номинируемая работа                  | Результат | Ссылки        |
| ---- | ----------------------------------------- | --------------------------------------- | ------------------------------------ | --------- | ------------- |
| 2006 | 27-й Blue Dragon Film Awards              | Лучший новый актер                      | Король и шут                         | Номинация |               |
| 2006 | 27-й Blue Dragon Film Awards              | Популярная звезда                       | Король и шут                         | Победа    |               |
| 2006 | 27-й Blue Dragon Film Awards              | Лучшая экранная пара (с Кам Усоном)     | Король и шут                         | Победа    |               |
| 2006 | 8-й Mnet KM Music Festival                | Лучший актер в музыкальном видео        | Grace (Ли Суён)                      | Победа    | [ 36 ]        |
| 2006 | 5-й Korean Film Awards                    | Лучший новый актер                      | Король и шут                         | Победа    | [ 37 ]        |
| 2006 | 43-й Grand Bell Awards                    | Лучший новый актер                      | Король и шут                         | Победа    |               |
| 2006 | 43-й Grand Bell Awards                    | Награда за популярность                 | Король и шут                         | Победа    |               |
| 2006 | 43-й Grand Bell Awards                    | Korean Wave Popularity Award            | Король и шут                         | Победа    |               |
| 2006 | 42-й Baeksang Arts Awards                 | Лучший новый актер                      | Король и шут                         | Победа    | [ 38 ] [ 39 ] |
| 2006 | 42-й Baeksang Arts Awards                 | InStyle Fashionista Award               | н/д                                  | Победа    | [ 38 ] [ 39 ] |
| 2006 | 11-й Busan International Film Festival    | Мужская восходящая звезда               | н/д                                  | Номинация | [ 40 ]        |
| 2006 | 6-й Korea Youth Film Festival             | Лучший новый актер                      | н/д                                  | Победа    | [ 41 ]        |
| 2006 | 14-й Chunsa Film Art Awards               | Лучший новый актер                      | Король и шут                         | Номинация |               |
| 2006 | 29-й Golden Cinema Film festival          | Лучший новый актер                      | Король и шут                         | Победа    | [ 42 ]        |
| 2006 | 3-й Max Movie Awards                      | Лучший актер                            | Король и шут                         | Победа    | [ 43 ]        |
| 2007 | 10-й Shanghai International Film Festival | Награда зарубежная звезда               | н/д                                  | Победа    | [ 44 ]        |
| 2007 | 27-й Hawaii International Film Festival   | Восходящая звезда                       | н/д                                  | Победа    | [ 45 ]        |
| 2007 | 12-й Busan International Film Festival    | Мужская восходящая звезда               | н/д                                  | Номинация | [ 46 ]        |
| 2007 | 26-й MBC Drama Awards                     | Премия за выдающиеся достижения         | Время пса и волка                    | Победа    | [ 47 ]        |
| 2007 | China Fashion Awards                      | Южнокорейский артист года               | н/д                                  | Победа    | [ 48 ]        |
| 2007 | 3-й Andre Kim Best Star Awards            | Новая и исключительная звезда           | н/д                                  | Победа    | [ 49 ]        |
| 2007 | 1-й Mnet 20's Choice Awards               | Лучший симпатичный парень               | н/д                                  | Номинация |               |
| 2007 | 2-й Asia Model Awards                     | Специальная награда Корейской волны     | н/д                                  | Победа    |               |
| 2007 | 43-й Baeksang Arts Awards                 | Самый популярный актер                  | Лети, папочка, лети                  | Победа    | [ 50 ]        |
| 2008 | 3-й Seoul International Drama Awards      | Мужской популярный актер                | Время пса и волка                    | Победа    | [ 51 ]        |
| 2008 | 2-й Mnet 20's Choice Awards               | Горячая глобальная звезда               | н/д                                  | Номинация | [ 52 ]        |
| 2008 | 2-й Mnet 20's Choice Awards               | Мужская горячая драматическая звезда    | Иль Чжи Мэ                           | Номинация | [ 52 ]        |
| 2008 | 16-й SBS Drama Awards                     | Высшая награда за выдающиеся достижения | Иль Чжи Мэ                           | Победа    | [ 53 ]        |
| 2008 | 16-й SBS Drama Awards                     | Награда за популярность среди нетизенов | Иль Чжи Мэ                           | Победа    | [ 53 ]        |
| 2008 | 16-й SBS Drama Awards                     | Топ-10 звезд                            | Иль Чжи Мэ                           | Победа    | [ 53 ]        |
| 2009 | 45-й Baeksang Arts Awards                 | Лучший актер (Телевидение)              | Иль Чжи Мэ                           | Номинация | [ 54 ]        |
| 2009 | 28-й MBC Drama Awards                     | Высшая награда за выдающиеся достижения | Герой                                | Номинация | [ 55 ]        |
| 2009 | 28-й MBC Drama Awards                     | Награда за популярность                 | Герой                                | Победа    | [ 55 ]        |
| 2009 | Tourism Authority of Thailand             | Особый знак популярности                | н/д                                  | Победа    | [ 56 ]        |
| 2009 | Korean Martial Arts Federation            | Актер боевых искусств                   | Время пса и волка, Иль Чжи Мэ        | Победа    | [ 57 ]        |
| 2012 | 5-й Skapa Awards                          | Гранд приз, Категория Корейской волны   | Lee Joon-gi's JG Style               | Победа    | [ 58 ]        |
| 2012 | 31-й MBC Drama Awards                     | Высшая награда за выдающиеся достижения | Аран и магистрат                     | Номинация | [ 59 ]        |
| 2012 | 31-й MBC Drama Awards                     | Лучшая пара (с Шин Миной)               | Аран и магистрат                     | Победа    | [ 59 ]        |
| 2013 | 8-й Seoul International Drama Awards      | Выдающийся корейский актер              | Аран и магистрат                     | Победа    | [ 60 ]        |
| 2013 | 2-й APAN Star Awards                      | Высшая награда за выдающиеся достижения | Две недели                           | Победа    | [ 61 ]        |
| 2013 | 32-й MBC Drama Awards                     | Премия за выдающиеся достижения         | Две недели                           | Номинация | [ 62 ]        |
| 2014 | 28-й KBS Drama Awards                     | Высшая награда за выдающиеся достижения | Чосонский стрелок                    | Номинация |               |
| 2014 | 28-й KBS Drama Awards                     | Премия за выдающиеся достижения         | Чосонский стрелок                    | Победа    | [ 63 ]        |
| 2014 | 28-й KBS Drama Awards                     | Лучшая пара (с Нам Санми)               | Чосонский стрелок                    | Победа    | [ 64 ]        |
| 2015 | 10-й Seoul International Drama Awards     | Выдающийся корейский актер              | Чосонский стрелок                    | Победа    | [ 65 ]        |
| 2015 | 34-й MBC Drama Awards                     | Высшая награда за выдающиеся достижения | Ученый, гуляющий ночью               | Номинация |               |
| 2015 | 34-й MBC Drama Awards                     | Топ-10 звезд                            | Ученый, гуляющий ночью               | Победа    | [ 66 ]        |
| 2016 | 24-й SBS Drama Awards                     | Высшая награда за выдающиеся достижения | Лунные влюбленные - Алые сердца Корё | Номинация |               |
| 2016 | 24-й SBS Drama Awards                     | Звезда Халлю                            | Лунные влюбленные - Алые сердца Корё | Победа    | [ 67 ]        |
| 2016 | 24-й SBS Drama Awards                     | Топ-10 звезд                            | Лунные влюбленные - Алые сердца Корё | Победа    | [ 68 ]        |
| 2016 | 24-й SBS Drama Awards                     | Лучшая пара (с IU)                      | Лунные влюбленные - Алые сердца Корё | Победа    | [ 69 ]        |
| 2016 | 2016 Taiwan's KKTV Awards                 | Актер года                              | Лунные влюбленные - Алые сердца Корё | Победа    | [ 70 ]        |
| 2017 | 2-й Asia Artist Awards                    | Fabulous Award                          | Мыслить как преступник               | Победа    | [ 71 ]        |
| 2018 | StarHub's Night of Stars Awards           | Лучшая мужская азиатская звезда         | Адвокат вне закона                   | Победа    | [ 72 ]        |
| 2018 | 13-й Soompi Annual Awards                 | Актер года                              | Мыслить как преступник               | Победа    |               |